# Grenois
Grenois est une commune française située dans le département de la Nièvre, en région Bourgogne-Franche-Comté.

## Géographie

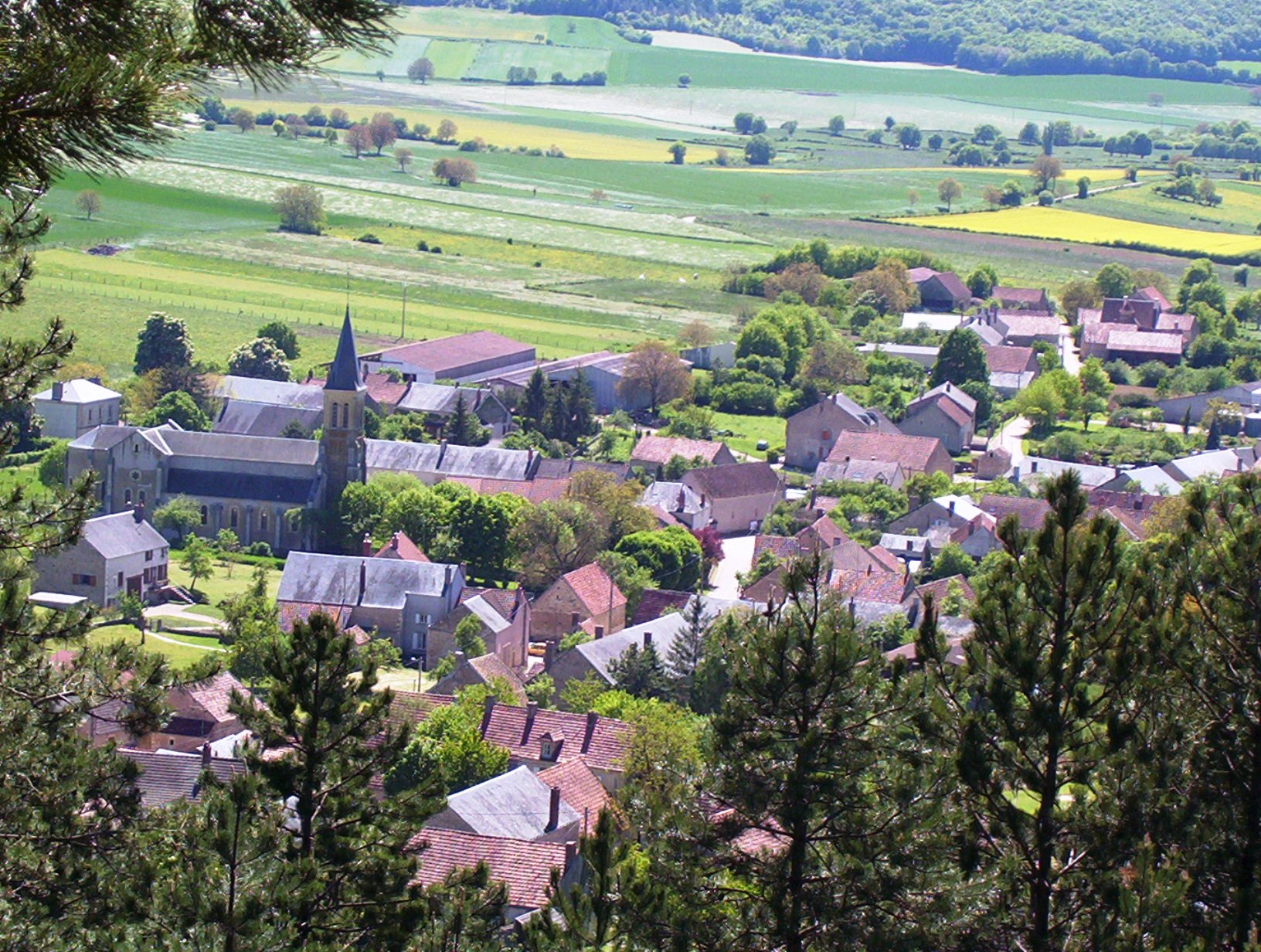
Vue générale de Grenois.

Grenois est un petit village de la Nièvre (en Bourgogne) situé aux abords du Morvan. Aux alentours se trouvent la ville de Clamecy, ainsi que les villages de Tannay, Brinon-sur-Beuvron, Asnan et Taconnay. Il se trouve à 45 minutes de la ville de Nevers. Ce village est vallonné et entouré de forêt ainsi que de terres agricoles, et de quelques vignobles. Le point le plus haut de Grenois s'appelle le Chatelot, sur lequel est bâtie une chapelle ainsi que le cimetière. Au même endroit, des parapentistes s'exercent régulièrement.

### Villages, hameaux, lieux-dits, écarts

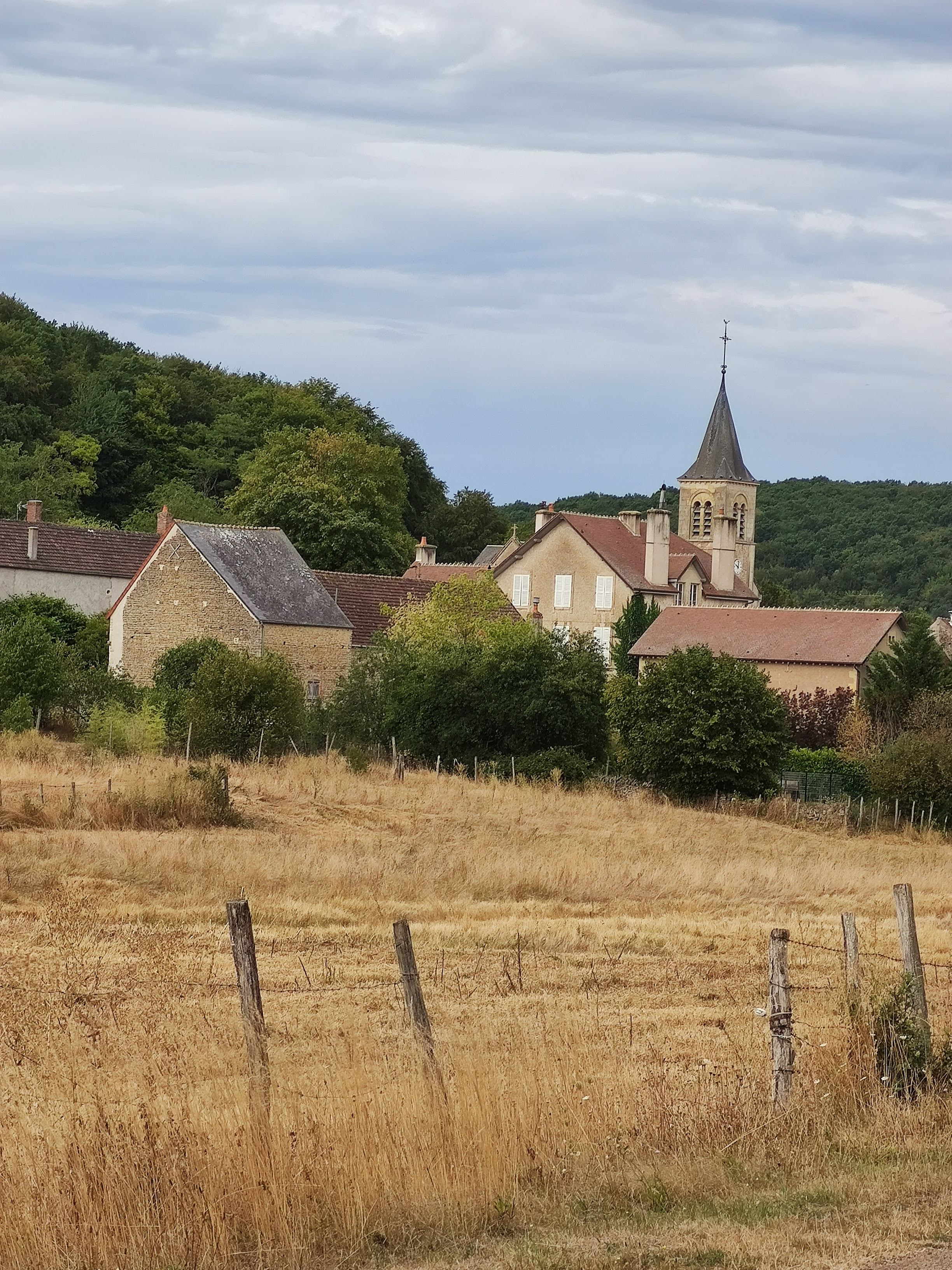

### Communes limitrophes
Les communes limitrophes sont  Asnan, Beuvron, Brinon-sur-Beuvron, Moraches, Saint-Germain-des-Bois, Taconnay et Talon.

### Climat
Pour des articles plus généraux, voir Climat de la Bourgogne-Franche-Comté et Climat de la Nièvre.
En 2010, le climat de la commune est de type climat océanique dégradé des plaines du Centre et du Nord, selon une étude du Centre national de la recherche scientifique s'appuyant sur une série de données couvrant la période 1971-2000. En 2020, Météo-France publie une typologie des climats de la France métropolitaine dans laquelle la commune est exposée à un climat océanique altéré et est dans la région climatique  Centre et contreforts nord du Massif Central, caractérisée par un air sec en été et un bon ensoleillement. 
Pour la période 1971-2000, la température annuelle moyenne est de 10,7 °C, avec une amplitude thermique annuelle de 15,8 °C. Le cumul annuel moyen de précipitations est de 912 mm, avec 12,7 jours de précipitations en janvier et 8 jours en juillet. Pour la période 1991-2020, la température moyenne annuelle observée sur la station météorologique de Météo-France la plus proche, « Clamecy », sur la commune de Clamecy à 16 km à vol d'oiseau, est de 11,5 °C et le cumul annuel moyen de précipitations est de 707,4 mm. 
La température maximale relevée sur cette station est de 40,7 °C, atteinte le 25 juillet 2019 ; la température minimale est de −14 °C, atteinte le 9 février 2012,,. 
Les paramètres climatiques de la commune ont été estimés pour le milieu du siècle (2041-2070) selon différents scénarios d'émission de gaz à effet de serre à partir des nouvelles projections climatiques de référence DRIAS-2020. Ils sont consultables sur un site dédié publié par Météo-France en novembre 2022.

## Urbanisme

### Typologie
Au 1er janvier 2024, Grenois est catégorisée commune rurale à habitat très dispersé, selon la nouvelle grille communale de densité à sept niveaux définie par l'Insee en 2022.
Elle est située hors unité urbaine. Par ailleurs la commune fait partie de l'aire d'attraction de Clamecy, dont elle est une commune de la couronne,. Cette aire, qui regroupe 45 communes, est catégorisée dans les aires de moins de 50 000 habitants,.

### Occupation des sols
L'occupation des sols de la commune, telle qu'elle ressort de la base de données européenne d’occupation biophysique des sols Corine Land Cover (CLC), est marquée par l'importance des territoires agricoles (51,1 % en 2018), en diminution par rapport à 1990 (54,9 %). La répartition détaillée en 2018 est la suivante : terres arables (45,3 %), forêts (38,9 %), milieux à végétation arbustive et/ou herbacée (8,1 %), prairies (3,6 %), zones agricoles hétérogènes (2,2 %), zones urbanisées (2 %). L'évolution de l’occupation des sols de la commune et de ses infrastructures peut être observée sur les différentes représentations cartographiques du territoire : la carte de Cassini (XVIIIe siècle), la carte d'état-major (1820-1866) et les cartes ou photos aériennes de l'IGN pour la période actuelle (1950 à aujourd'hui).

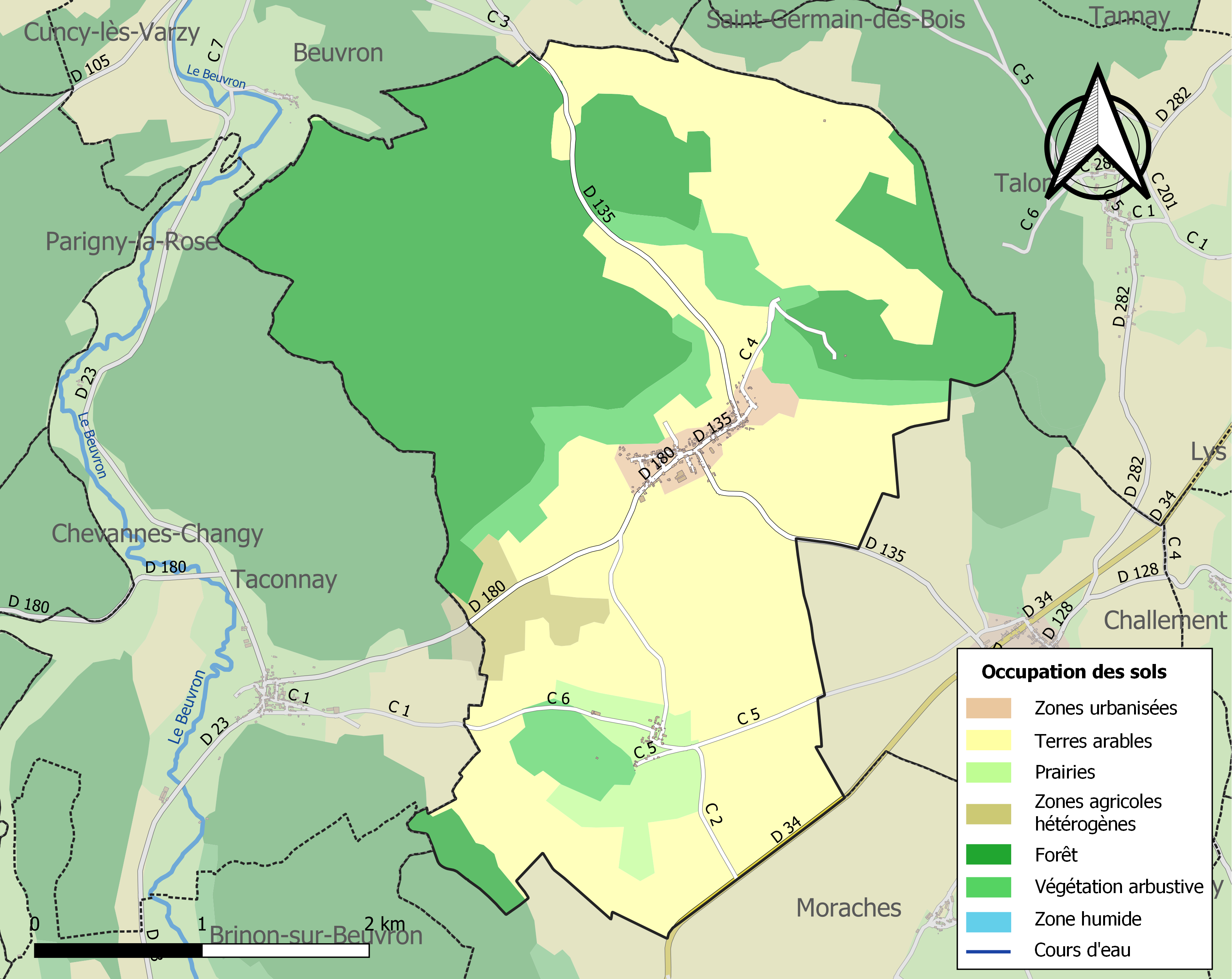
Carte des infrastructures et de l'occupation des sols de la commune en 2018 (CLC).

## Politique et administration
| Période                                  | Période  | Identité       | Étiquette | Qualité              |
| ---------------------------------------- | -------- | -------------- | --------- | -------------------- |
| mars 2008                                | En cours | Raymond Cointe |           | Agriculteur retraité |
| Les données manquantes sont à compléter. |          |                |           |                      |

## Démographie
L'évolution du nombre d'habitants est connue à travers les recensements de la population effectués dans la commune depuis 1793. Pour les communes de moins de 10 000 habitants, une enquête de recensement portant sur toute la population est réalisée tous les cinq ans, les populations de référence des années intermédiaires étant quant à elles estimées par interpolation ou extrapolation. Pour la commune, le premier recensement exhaustif entrant dans le cadre du nouveau dispositif a été réalisé en 2007.

En 2022, la commune comptait 93 habitants, en évolution de −6,06 % par rapport à 2016 (Nièvre : −3,28 %, France hors Mayotte : +2,11 %).
| 1793 | 1800 | 1806 | 1821 | 1831 | 1836 | 1841 | 1846 | 1851 |
| ---- | ---- | ---- | ---- | ---- | ---- | ---- | ---- | ---- |
| 629  | 475  | 600  | 598  | 648  | 795  | 824  | 851  | 852  |

| 1856 | 1861 | 1866 | 1872 | 1876 | 1881 | 1886 | 1891 | 1896 |
| ---- | ---- | ---- | ---- | ---- | ---- | ---- | ---- | ---- |
| 775  | 750  | 737  | 701  | 700  | 667  | 600  | 537  | 524  |

| 1901 | 1906 | 1911 | 1921 | 1926 | 1931 | 1936 | 1946 | 1954 |
| ---- | ---- | ---- | ---- | ---- | ---- | ---- | ---- | ---- |
| 520  | 505  | 454  | 354  | 317  | 277  | 272  | 233  | 203  |

| 1962 | 1968 | 1975 | 1982 | 1990 | 1999 | 2006 | 2007 | 2012 |
| ---- | ---- | ---- | ---- | ---- | ---- | ---- | ---- | ---- |
| 155  | 152  | 143  | 144  | 104  | 104  | 114  | 115  | 105  |

| 2017 | 2022 | - | - | - | - | - | - | - |
| ---- | ---- | - | - | - | - | - | - | - |
| 97   | 93   | - | - | - | - | - | - | - |

## Lieux et monuments
Religieux

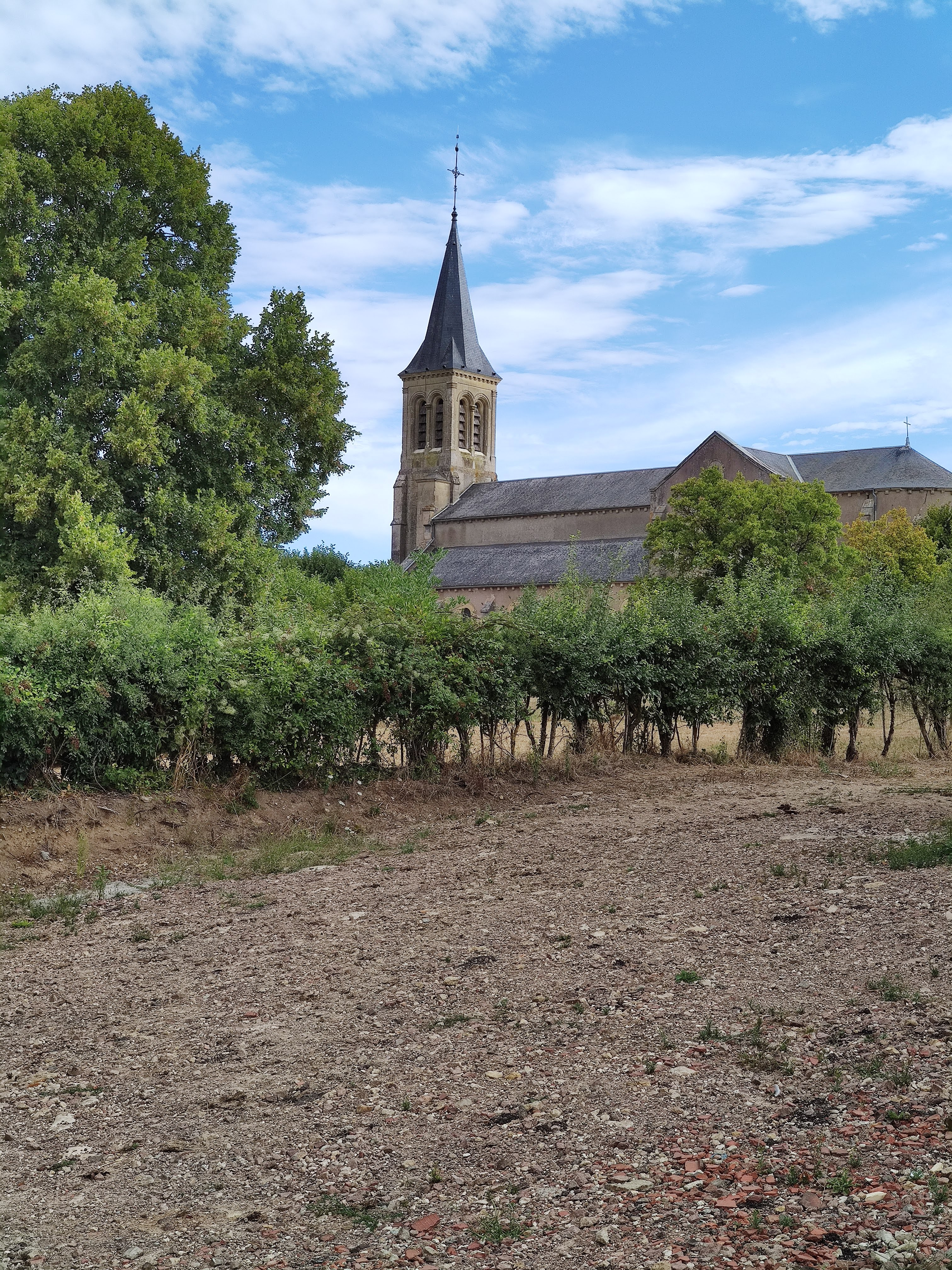
L'église.

- Église Sainte-Radegonde, église paroissiale de la fin du XIXe siècle caractérisée par un décor néo-byzantin figurant faux appareils et fausses tentures. Ouverte le premier samedi et le troisième dimanche de juin à septembre de 13 h à 18 h[17].
- Église de la Montagne, ancienne église paroissiale dont ne subsistent que le chœur et le transept présentant les caractères du XIIe siècle. Puits sacré du XIIe siècle, encastré dans le mur du chœur[18]. Ouverte tous les jours.

Civils
- Le lavoir.